# パタタス・ブラバス

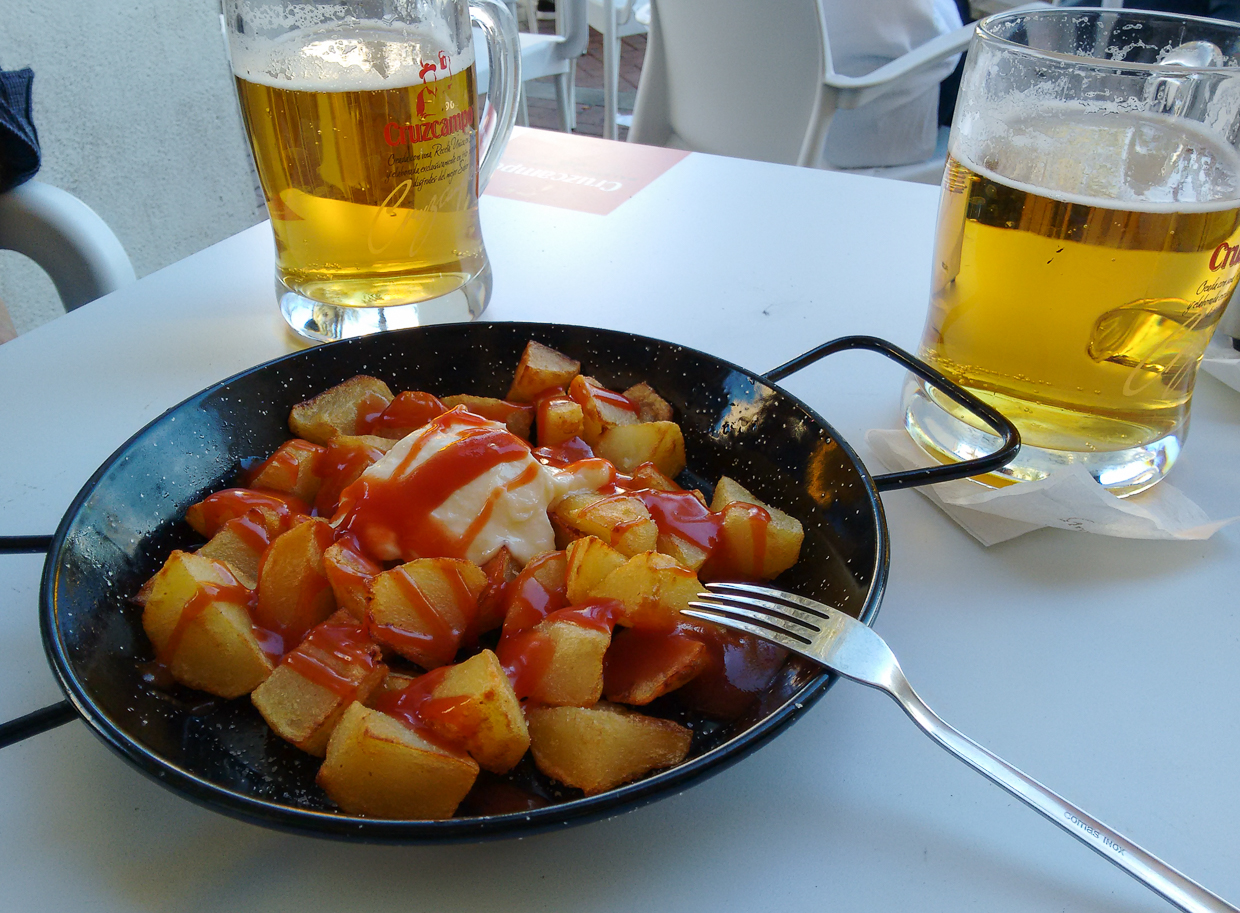
パタタス・ブラバスとビール

パタタス・ブラバス（スペイン語: Patatas bravas）はスペイン・バルセロナの名物料理。タパスの定番の1つ。素揚げしたジャガイモにぴり辛トマトソース（ブラバスソース）をかけた料理である。
スペインでは専門店もあるほか、市販されているブラバスソースもある。マヨネーズやアリオリソースを混ぜて食べることもポピュラーである。
スペインではぐちゃぐちゃに混ぜてから食される。